# 378-я стрелковая дивизия
378-я стрелковая Новгородская Краснознамённая дивизия — войсковое соединение Красной Армии в Великой Отечественной войне.

## История
Дивизия формировалась с 1 сентября 1941 года в Сибирском военном округе в Ачинске, Минусинске и Абакане Красноярского края на основании директивы НКО СССР № Орг/2/539010 от 11 августа 1941 года и Приказа командующего СибВО № 0051 от 26 августа 1941 года. Срок формирования дивизии был установлен- 15 сентября 1941 года. Личный состав дивизии формировался из военнообязанных Минусинского, Курагинского, Каратузского, Ермаковского, Усинского районов и Хакасской автономной области. Офицерский состав комплектовался из выпускников Ачинского, Киевского и Таллинского военно-пехотных училищ, которые были эвакуированных в Сибирский военный округ. Первоначально формированием дивизии командовал начальник Ачинского военно-пехотного училища, с 20 сентября 1941 года стало прибывать командование дивизии.
13 ноября 1941 года неукомплектованная и недостаточно обученная дивизия погрузилась в эшелоны на станциях Ачинск, Минусинск, Ададым и через Вологду (где довооружалась) направлена на Волховский фронт. К моменту погрузки дивизия была укомплектована винтовками на 4,1 %, станковыми пулемётами на 2,3 %, ручными пулемётами на 9 %, 120-миллиметровых миномётов не имелось, 82-миллиметровыми миномётами на 1,8 %, 50-миллиметровыми миномётами на  2 %, 76-миллиметровыми орудиями на 6 %, 122-миллиметровых гаубиц не имелось, 45-миллиметровыми пушками на 11 %, зенитных пушек не имелось, буссолями на 6,3 %, биноклями на 1,1 %.
В составе действующей армии с 18 декабря 1941 по 13 марта 1945 года.
7 января 1942 года дивизия, развернувшись по берегу Волхова перешла в наступление в ходе Любанской операции, и ей, одной из двух дивизий 59-й армии удалось форсировать Волхов, овладеть первой траншеей, но в этот же день дивизия была выбита и вернулась на исходные. 8 января 1942 года дивизия вновь пошла в наступление, при поддержке роты 163-го отдельного танкового батальона и сумела захватить крохотный плацдарм у деревни Лезно, который потом героически удерживал 47-й отдельный лыжный батальон.
С 13 по 23 января 1942 года вновь пытается форсировать Волхов у Лезно, объединёнными усилиями группировки войск 59-й армии был захвачен плацдарм у Лезно. В этих боях дивизия потеряла около 1000 человек убитыми и более 3500 ранеными.
С 23 января 1942 года дивизия была передана в группе генерала И.Т. Коровникова. 1 февраля 1942 года дивизия начала наступление между деревнями Вергежа и Коломно на деревню Остров, захватила её и, продвигаясь дальше, перерезала шоссе севернее Спасской Полисти. 3 февраля 1942 года дивизия передала занятый рубеж 92-й стрелковой дивизии, а сама начала попытки наступления за шоссе, на деревню Большое Опочивалово. Неоднократные попытки прорвать оборону противника ни к чему не привели, а дивизия понесла большие потери. Атаки Трегубово также результата не принесли.
В начале марта 1942 года дивизия двумя полкам была брошена в бой к опорному пункту Трегубово, севернее Спасской Полисти, для чего полки дивизии были проведены через коридор у Мясного Бора и направлены на север. 11 марта авангард дивизии вышел к дороге между деревнями Сенная Кересть и Глушица, севернее Приютино. Однако части дивизии не успели сосредоточиться, растянувшись на марше на 10 километров, и только один батальон с ходу, без разведки, атаковал дорогу. Контратакой противник быстро выбил успевших занять дорогу бойцов и дивизия не смогла преодолеть позиции неприятеля вдоль рек Полисть и Глушица, через которые проходила дорога, и вступила в затяжные бои севернее Приютино, отбивая в течение марта 1942 года атаки немецких войск. 31 марта 1942 года дивизия (без 1256-го стрелкового полка) была окружена на пятачке полтора на два с половиной километра между реками Полисть и Глушица у ручья Скребельского. Дивизия, теряя бойцов, держалась до 24 апреля 1942 года, и только тогда, насчитывая не более батальона, вместе с присоединившимся полком 4-й гвардейской дивизии, по приказу пошла на прорыв, пытаясь пробиться обратно через шоссе. Навстречу основным силам дивизии наступал 1256-й стрелковый полк, не попавший в окружение, так как действовал отдельно, так 22 марта 1942 года был включён в группу прорыва созданного 19 марта 1942 года кольца окружения вокруг 2-й ударной армии, и до начала апреля 1942 года действовал в горловине прорыва. Первая попытка прорыва не удалась, и тогда остатки дивизии изменили направление выхода и пробились через болото Гажьи Сопки к частям почти окружённой 2-й ударной армии, после чего через коридор у Мясного Бора дивизия была выведена на отдых, пополнение и укомплектование.
Не закончив укомплектование, двумя батальонами дивизия участвовала в организации прорыва к окружённым войскам 2-й ударной армии 23 июня 1942 года. С начала июля 1942 года дивизия находится на плацдарме за Волховом. 10 июля 1942 года дивизия, в результате боя по расширению на север плацдарма 59-й армии, выбила противника из опорного пункта Дымно, ликвидировав, таким образом, выступ в обороне немецких войск у Званки.. Находится на обороне плацдарма вплоть до середины февраля 1943 года, когда была снята с позиций и направлена в распоряжении 54-й армии, но очевидно, что в боях в составе армии не участвовала, будучи в начале марта 1943 года переподчинённой 8-й армии, в составе которой участвовала в Мгинско-Шапкинской операции (19 марта – 2 апреля 1943 года), наступая в первом эшелоне на Карбусель, и в Мгинской операции с 22 июля 1943 года наступая на Поречье, где понесла большие потери и в августе отведена в резерв фронта. В сентябре 1943 года дивизия была подчинена 14-му стрелковому корпусу, в составе которого прошла весь остальной боевой путь, и начала подготовку к участию в Новгородско-Лужской операции.
14 января 1944 года перешла в наступление с плацдарма, ранее намеченного времени, поскольку было обнаружено, что в период артиллерийской подготовки противник отвёл войска с переднего края в глубь своей обороны. За 15 минут до окончания подготовки 1258-й стрелковый полк поднялся в атаку, за ним 1254-й стрелковый полк, что позволило дивизии почти без потерь захватить две линии вражеских траншей.. Продолжив наступление, перерезала шоссе от пристани Муравьи на Подберезье, после чего подошла к этому узлу сопротивления, и 17 января 1944 года взят штурмом. В последующем части дивизии развили наступление в направлении на Сырково, освободили Чечулино, Трубичино и 19 января 1944 года вышли на окраины Новгорода. Воины именно этой дивизии первыми 20 января 1944 года ворвались в Новгород и водрузили знамя 1258-го стрелкового полка над Новгородским кремлём .
Справка: 

Новгород. Оккупирован 19 августа 1941 г. Освобождён 20 января 1944 г. войсками ВолхФ в ходе Новгородско-Лужской операции:
59 А - 14 ск (генерал-майор Артюшенко Павел Алексеевич) в составе: 191 сд (генерал-майор Бураковский Иван Николаевич), 378 сд (полковник Белов Александр Романович);...Приказом ВГК присвоено наименование Новгородских: 65 сд, 191 сд, 225 сд, 310 сд (полковник Рогов Николай Васильевич), 372 сд, 378 сд...Войскам, участвовавшим в боях при прорыве обороны противника и освобождении Новгорода, приказом ВГК от 20 января 1944 г. объявлена благодарность и в Москве дан салют 20 артиллерийскими залпами из 224 орудий.
Указом Президиума Верховного Совета СССР от 23 июня 1983 г. город Новгород за успехи, достигнутые трудящимися города в хозяйственном и культурном строительстве, и активное участие в борьбе с немецко-фашистскими захватчиками в годы Великой Отечественной войны награждён орденом Трудового Красного Знамени.
— http://www.soldat.ru/spravka/freedom/1-ssr-4.html Освобождение городов
В ходе дальнейшего наступления, дивизия 26 января 1944 года вышла к Шимску, где вела тяжёлые бои вплоть до окончания первой декады февраля 1944 года, в частности в районе населённого пункта Село, железной дороги Дно — Ленинград, неподалёку от Передольской. После освобождения Луги передана в составе корпуса на Ленинградский фронт и выведена в резерв фронта. В марте 1944 года вновь передана в 59-ю армию и направлена на река Нарву, где участвует в боях на плацдарме в Нарвском районе. С апреля 1944 года переподчинена 42-й армии, находится под Псковом. В июне 1944 года в составе корпуса передана на 1-й Прибалтийский фронт и передислоцирована на подступы к Полоцку, где вступает в бои в ходе Полоцкой операции, действует у Новополоцка, затем продвигается к Дриссе и с 9 по 20 июля 1944 года ведёт напряжённые бои в районе Дриссы, ведёт тяжёлые бои на рубеже реки Сарьянка, продвигаясь к Даугавпилсу, участвует в его освобождении 27 июля 1944 года. Затем дивизия продвигается вдоль Западной Двины, 1 августа 1944 года частью сил переправляется на левый берег в районе Ливаны, и продолжает развивать наступление вдоль реки, 9 августа 1944 года приняв участие в освобождении Екабпилса. 13 августа 1944 года части дивизии, находящиеся на левом берегу Западной Двины были сменена на позициях на рубеже Ванаж - Лычи частями 311-й стрелковой дивизии, и дивизия в полном составе заняла оборону, примыкая левым флангом к Западной Двине , а затем с тяжёлыми боями продолжила наступление к Риге
В начале октября 1944 года была снята с позиций и в составе 4-й ударной армии, совершив марш, сосредоточилась севернее Шяуляя и затем развернулась южнее Ауце, после чего развивает наступление на Акмяне. 21 ноября 1944 года форсирует реку Вента западнее Пампалю. 14 января 1945 года дивизия приняла полосу обороны у 16-й стрелковой дивизии на рубеже Пампалю — Дабес и ведёт там тяжелейшие бои с курляндской группировкой врага
Дивизия была практически полностью уничтожена в боях по блокированию и уничтожению группировки в Курляндии. К концу февраля 1945 года в дивизии оставалось около 2 тысяч человек личного состава. 13 марта 1945 года дивизия была расформирована по решению командования фронтом. Остатки личного состава и военного имущества, а также почётное наименование «Новгородская» и Орден Красного Знамени были переданы в 90-ю гвардейскую стрелковую дивизию 

## Состав
- 1254-й стрелковый полк
- 1256-й стрелковый полк
- 1258-й стрелковый полк
- 944-й артиллерийский полк
- 318-й отдельный истребительно-противотанковый дивизион (с 20.01.1942)
- 381-я зенитная батарея (657-й отдельный зенитный артиллерийский дивизион) (до 25.04.1943)
- 661-й отдельный сапёрный батальон
- 832-й отдельный батальон связи (832-я отдельная рота связи)
- 466-й медико-санитарный батальон
- 459-я отдельная рота химической защиты
- 495-я автотранспортная рота
- 235-я полевая хлебопекарня
- 804-й дивизионный ветеринарный лазарет
- 1429-я полевая почтовая станция
- 752-я полевая касса Государственного банка

## Подчинение
| Дата            | Фронт (округ)                                              | Армия                 | Корпус                 | Примечания                     |
| --------------- | ---------------------------------------------------------- | --------------------- | ---------------------- | ------------------------------ |
| 01.09.1941 года | Сибирский военный округ                                    | -                     | -                      | -                              |
| 01.10.1941 года | Сибирский военный округ                                    | -                     | -                      | -                              |
| 01.11.1941 года | Сибирский военный округ                                    | -                     | -                      | -                              |
| 01.12.1941 года | Резерв Ставки ВГК                                          | 59-я резервная армия  | -                      | -                              |
| 01.01.1942 года | Волховский фронт                                           | 59-я армия            | -                      | -                              |
| 01.02.1942 года | Волховский фронт                                           | 59-я армия            | -                      | -                              |
| 01.03.1942 года | Волховский фронт                                           | 59-я армия            | -                      | -                              |
| 01.04.1942 года | Волховский фронт                                           | 59-я армия            | -                      | Оперативная группа Коровникова |
| 01.05.1942 года | Ленинградский фронт (Группа войск Волховского направления) | 59-я армия            | -                      | -                              |
| 01.06.1942 года | Ленинградский фронт (Волховская группа войск)              | -                     | -                      | -                              |
| 01.07.1942 года | Волховский фронт                                           | -                     | -                      | -                              |
| 01.08.1942 года | Волховский фронт                                           | 59-я армия            | -                      | -                              |
| 01.09.1942 года | Волховский фронт                                           | 59-я армия            | -                      | -                              |
| 01.10.1942 года | Волховский фронт                                           | 59-я армия            | -                      | -                              |
| 01.11.1942 года | Волховский фронт                                           | 59-я армия            | -                      | -                              |
| 01.12.1942 года | Волховский фронт                                           | 59-я армия            | -                      | -                              |
| 01.01.1943 года | Волховский фронт                                           | 59-я армия            | -                      | -                              |
| 01.02.1943 года | Волховский фронт                                           | 59-я армия            | -                      | -                              |
| 01.03.1943 года | Волховский фронт                                           | 54-я армия            | -                      | -                              |
| 01.04.1943 года | Волховский фронт                                           | 8-я армия             | -                      | -                              |
| 01.05.1943 года | Волховский фронт                                           | -                     | -                      | -                              |
| 01.06.1943 года | Волховский фронт                                           | -                     | -                      | -                              |
| 01.07.1943 года | Волховский фронт                                           | -                     | -                      | -                              |
| 01.08.1943 года | Волховский фронт                                           | 8-я армия             | -                      | -                              |
| 01.09.1943 года | Волховский фронт                                           | -                     | -                      | -                              |
| 01.10.1943 года | Волховский фронт                                           | 59-я армия            | 14-й стрелковый корпус | -                              |
| 01.11.1943 года | Волховский фронт                                           | 59-я армия            | 14-й стрелковый корпус | -                              |
| 01.12.1943 года | Волховский фронт                                           | 59-я армия            | 14-й стрелковый корпус | -                              |
| 01.01.1944 года | Волховский фронт                                           | 59-я армия            | 14-й стрелковый корпус | -                              |
| 01.02.1944 года | Волховский фронт                                           | 8-я армия             | 14-й стрелковый корпус | -                              |
| 01.03.1944 года | Ленинградский фронт                                        | -                     | 14-й стрелковый корпус | -                              |
| 01.04.1944 года | Ленинградский фронт                                        | 59-я армия            | 14-й стрелковый корпус | -                              |
| 01.05.1944 года | 3-й Прибалтийский фронт                                    | 42-я армия            | 14-й стрелковый корпус | -                              |
| 01.06.1944 года | 3-й Прибалтийский фронт                                    | 42-я армия            | 14-й стрелковый корпус | -                              |
| 01.07.1944 года | 1-й Прибалтийский фронт                                    | -                     | 14-й стрелковый корпус | -                              |
| 01.08.1944 года | 2-й Прибалтийский фронт                                    | 4-я ударная армия     | 14-й стрелковый корпус | -                              |
| 01.09.1944 года | 1-й Прибалтийский фронт                                    | 4-я ударная армия     | 14-й стрелковый корпус | -                              |
| 01.10.1944 года | 1-й Прибалтийский фронт                                    | 4-я ударная армия     | 14-й стрелковый корпус | -                              |
| 01.11.1944 года | 1-й Прибалтийский фронт                                    | 4-я ударная армия     | 14-й стрелковый корпус | -                              |
| 01.12.1944 года | 1-й Прибалтийский фронт                                    | 4-я ударная армия     | 14-й стрелковый корпус | -                              |
| 01.01.1945 года | 1-й Прибалтийский фронт                                    | 4-я ударная армия     | 14-й стрелковый корпус | -                              |
| 01.02.1945 года | 1-й Прибалтийский фронт                                    | 6-я гвардейская армия | 14-й стрелковый корпус | -                              |
| 01.03.1945 года | 2-й Прибалтийский фронт                                    | -                     | 14-й стрелковый корпус | -                              |

## Командиры
- Дорофеев, Иван Петрович (01.10.1941 - 09.03.1942), полковник (погиб 9 марта 1942 года)
- Лиленков, Георгий Павлович (10.03.1942 - 30.06.1942), полковник, с 30.05.1942 генерал-майор
- Платов, Иван Михайлович (01.07.1942 - 05.08.1943), полковник, с 10.11.1942 генерал-майор
- Аргунов, Николай Емельянович (06.08.1943 - 20.08.1943), генерал-майор
- Белов, Александр Романович (21.08.1943 - 08.01.1945), полковник, с 03.06.1944 генерал-майор
- Скворцов, Василий Власович (09.01.1945 - 13.03.1945), полковник

## Награды и наименования
| Награда (наименование)               | Дата                | За что награждена |
| ------------------------------------ | ------------------- | --- |
| Почетное наименование «Новгородская» | 21 января 1944 года | присвоено приказом Верховного Главнокомандующего № 09 от 21 января 1944 года в ознаменование одержанной победы и отличие в боях за освобождение Новгорода                     |
| Орден Красного Знамени               | 28 апреля 1943 года | награждена указом Президиума Верховного Совета СССР за образцовое выполнение заданий командования в боях с немецкими захватчиками и проявленные при этом доблесть и мужество. |

Награды частей дивизии:
- 1254-й стрелковый ордена Александра Невского[11] полк
- 1258-й стрелковый ордена Александра Невского[11] полк
- 944-й артиллерийский ордена Александра Невского[11] полк
- 661-й отдельный сапёрный ордена Красной Звезды[11] батальон

## Отличившиеся воины дивизии
| Награда | Ф.И.О.                       | Должность                                                | Звание          | Дата награждения                 | Примечания                                            |
| ------- | ---------------------------- | -------------------------------------------------------- | --------------- | -------------------------------- | ----------------------------------------------------- |
|         | Андреев, Александр Андреевич | Сапёр 661-го отдельного сапёрного батальона              | старший сержант | 20.01.1944 22.04.1944 25.03.1945 | -                                                     |
|         | Лоскутов, Василий Павлович   | Командир отделения 1258-го стрелкового полка             | старший сержант | 24.03.1945                       | посмертно, 23.11.1944 закрыл телом амбразуру пулемёта |
|         | Прохоров, Василий Никитович  | командир роты 1258-го стрелкового полка                  | капитан         | 24.03.1945                       | посмертно                                             |
|         | Туруханов, Георгий Иосифович | Старшина роты 661-го отдельного сапёрного батальона      | старшина        | 05.10.1944                       | посмертно, 03.02.1944 бросился под танк с гранатой    |
|         | Фёдоров, Пётр Иванович       | Командир отделения 661-го отдельного сапёрного батальона | старшина        | 10.04.1944 22.08.1944 24.03.1945 | -                                                     |

## Память
- Школьный музей ГОУ средней общеобразовательной школы № 511 Южного административного округа г. Москвы.
- Школьный музей МОУ «Средняя общеобразовательная школа деревни Трегубово» Чудовского района